# Damián Díaz
Damián Rodrigo Díaz (Rosário, Santa Fe, Argentina, 1 de maio de 1986) é um jogador de futebol argentino que atua como meio-campista. Atualmente joga pelo Barcelona SC.

## Carreira
Damián Díaz estreou na Primeira Divisão Argentina em 2001, e após estreiar, demonstrou habilidade e despertou interesse de grandes clubes da Argentina como o Independiente, que chegou a oferecer US$1 milhão por seu passe.
Díaz caracteriza-se por ser um jogador rápido e dinâmico. Atua no meio, fazendo a função de segundo volante ou terceiro homem de meio de campo. Apesar da categoria, o jogador não conseguiu firmar-se como titular na equipe do Rosario Central.
Em 23 de setembro de 2008 estreou com a camisa do Boca Juniors jogando dez minutos contra a LDU durante uma partida válida pela Copa Sul-Americana. O jogador, revelação do clube de Rosario, não conseguiu espaço e tampouco na equipe do Boca Juniors por ser reserva de Riquelme, que estava vivendo grande momento no clube.
O jovem meia argentino já foi sondado por diversos clubes europeus e sul-americanos. Os casos mais recentes são do Botafogo, clube pelo qual despertou interesse em jogar, e da Universidad Católica, para a qual foi emprestado como moeda de troca do Boca Juniors pela vinda do zagueiro Gary Medel ao Boca Juniors.
No Chile, o jogador viveu um grande momento em sua carreira, atuando com continuidade e com o apoio da torcida chilena. Em pouco tempo no clube, Kitu já era sinônimo de desequilíbrio no meio-campo e um dos melhores jogadores do campeonato.
Após a disputa da Libertadores 2010 pela Universidad Católica, na qual atuou nos 8 jogos da equipe e fez 1 gol, contra o Flamengo, Damián Díaz voltou ao futebol argentino, desta vez ao Colón.
Em junho de 2011 acertou por empréstimo com o Barcelona de Guayaquil, com passe fixado. Após se destacar na disputa do Campeonato Equatoriano, teve seus direitos econômicos comprados pelo clube.
Assinou em 2013 com o Al-Wahda, do Oriente Médio.

## Títulos
Boca Juniors
- Campeonato Argentino: 2008
- Torneio de Verão: 2009
- Recopa Sul-Americana: 2008

Universidad Católica
- Campeonato Chileno: 2010

Barcelona SC
- Campeonato Equatoriano: 2012

Individuais
- Melhor construtor de jogo do Futebol Chileno: 2009
- Seleção do Campeonato Equatoriano: 2012
- Melhor futebolista estrangeiro no Equador: 2012
- Futebolista do ano no Equador: 2012
- Melhor meio-campista no Equador: 2012
- Seleção da Copa Sul-Americana: 2012